# Сибирски мрмот
Сибирски мрмот (лат. Marmota sibirica) је сисар из реда глодара и породице веверица (Sciuridae). 

## Распрострањење
Врста има станиште у Кини, Монголији и Русији. Сибирски мрмот има станиште на копну.

## Угроженост
Ова врста се сматра угроженом.

### Популациони тренд
Популација ове врсте се смањује, судећи по расположивим подацима.